# 54-й меридіан східної довготи
54-й меридіан східної довготи — лінія довготи, що лежить на 54 градусів східніше Гринвіцького меридіана. Вона проходить від Північного полюса через Північний Льодовитий океан, Європу, Азію, Індійський океан, Південний океан та Антарктиду до Південного полюса.
54-й меридіан східної довготи формує велике коло разом із 126-тим меридіаном західної довготи.

## Список географічних об'єктів, що перетинає 54° сх. д.
Починаючи на Північному полюсі та рухаючись до Південного полюса, 54-й меридіан східної довготи проходить через:
| Координати                                                 | Країна, територія або море | Примітки                                                                  |
| ---------------------------------------------------------- | -------------------------- | ------------------------------------------------------------------------- |
| 90°0′ пн. ш. 54°0′ сх. д. / 90.000° пн. ш. 54.000° сх. д.  | Північний Льодовитий океан |                                                                           |
| 80°36′ пн. ш. 54°0′ сх. д. / 80.600° пн. ш. 54.000° сх. д. | Росія                      | Земля Франца-Йосифа — проходить через острів Нансена                      |
| 80°26′ пн. ш. 54°0′ сх. д. / 80.433° пн. ш. 54.000° сх. д. | Баренцове море             |                                                                           |
| 80°20′ пн. ш. 54°0′ сх. д. / 80.333° пн. ш. 54.000° сх. д. | Росія                      | Земля Франца-Йосифа — проходить через острів Королівського Товариства[ru] |
| 80°17′ пн. ш. 54°0′ сх. д. / 80.283° пн. ш. 54.000° сх. д. | Баренцове море             |                                                                           |
| 73°47′ пн. ш. 54°0′ сх. д. / 73.783° пн. ш. 54.000° сх. д. | Росія                      | Нова Земля — проходить через Північний острів                             |
| 73°37′ пн. ш. 54°0′ сх. д. / 73.617° пн. ш. 54.000° сх. д. | Баренцове море             |                                                                           |
| 73°17′ пн. ш. 54°0′ сх. д. / 73.283° пн. ш. 54.000° сх. д. | Росія                      | Нова Земля — проходить через Південний острів                             |
| 70°43′ пн. ш. 54°0′ сх. д. / 70.717° пн. ш. 54.000° сх. д. | Баренцове море             | Печорське море                                                            |
| 68°58′ пн. ш. 54°0′ сх. д. / 68.967° пн. ш. 54.000° сх. д. | Росія                      | Проходить через півострів Руський Заворот[ru]                             |
| 68°55′ пн. ш. 54°0′ сх. д. / 68.917° пн. ш. 54.000° сх. д. | Печорське море             | Печорська губа                                                            |
| 68°13′ пн. ш. 54°0′ сх. д. / 68.217° пн. ш. 54.000° сх. д. | Росія                      |                                                                           |
| 51°10′ пн. ш. 54°0′ сх. д. / 51.167° пн. ш. 54.000° сх. д. | Казахстан                  |                                                                           |
| 42°20′ пн. ш. 54°0′ сх. д. / 42.333° пн. ш. 54.000° сх. д. | Туркменістан               | Проходить через озеро Кара-Богаз-Гол                                      |
| 37°20′ пн. ш. 54°0′ сх. д. / 37.333° пн. ш. 54.000° сх. д. | Іран                       |                                                                           |
| 26°45′ пн. ш. 54°0′ сх. д. / 26.750° пн. ш. 54.000° сх. д. | Перська затока             |                                                                           |
| 26°34′ пн. ш. 54°0′ сх. д. / 26.567° пн. ш. 54.000° сх. д. | Іран                       | Проходить через острів Кіш                                                |
| 26°30′ пн. ш. 54°0′ сх. д. / 26.500° пн. ш. 54.000° сх. д. | Перська затока             |                                                                           |
| 24°5′ пн. ш. 54°0′ сх. д. / 24.083° пн. ш. 54.000° сх. д.  | ОАЕ                        | Абу-Дабі                                                                  |
| 22°46′ пн. ш. 54°0′ сх. д. / 22.767° пн. ш. 54.000° сх. д. | Саудівська Аравія          |                                                                           |
| 19°40′ пн. ш. 54°0′ сх. д. / 19.667° пн. ш. 54.000° сх. д. | Оман                       | Проходить західніше Салали                                                |
| 16°56′ пн. ш. 54°0′ сх. д. / 16.933° пн. ш. 54.000° сх. д. | Індійський океан           | Аденська затока                                                           |
| 12°39′ пн. ш. 54°0′ сх. д. / 12.650° пн. ш. 54.000° сх. д. | Ємен                       | Проходить через острів Сокотра                                            |
| 12°19′ пн. ш. 54°0′ сх. д. / 12.317° пн. ш. 54.000° сх. д. | Індійський океан           | Проходить східніше Амірантських островів, Сейшельські Острови             |
| 60°0′ пд. ш. 54°0′ сх. д. / 60.000° пд. ш. 54.000° сх. д.  | Південний океан            |                                                                           |
| 65°52′ пд. ш. 54°0′ сх. д. / 65.867° пд. ш. 54.000° сх. д. | Антарктида                 | Проходить через Австралійську антарктичну територію (претендує Австралія) |